# Tulsi Kumar
Tulsi Kumar (n. en Nueva Delhi en 1986) es una cantante de playback de películas de Bollywood india.

## Biografía
Tulsi Kumar es la hija del difunto director y productor de cine Gulshan Kumar y de Sudesh Kumari. Ella es la hermana del productor de cine Bhushan Kumar.

## Carrera musical
Su carrera como cantante, Kumar comenzó con sus primeras pistas de acompañamiento en numerosas películas de Bollywood como "Chup Chup Ke", "Humko Deewana Kar Gaye" y "Aksar". En 2009, su álbum debut, Love ho Jaaye, fue lanzado. Junto con el álbum, Kumar también hizo un video musical de esta canción principal. Su canción "Mujhe Teri" fue interpretada para la película Paathshaala y "Tum Jo Aaye" de "Once Upon a Time" en Mumbai, que fue también fue un gran éxito. Ella ha trabajado con Himesh Reshammiya, Pritam y Sajid-Wajid.

## Discografía
| Año  | Película/Álbum                 | Canción(es)                                     | Otras notas           |
| ---- | ------------------------------ | ----------------------------------------------- | --------------------- |
| 2006 | Chup Chup Ke                   | "Shabe Firaaq"                                  |                       |
| 2006 | Humko Deewana Kar Gaye         | "Humko Deewana Kar Gaye"                        |                       |
| 2006 | Aksar                          | "Mohabbat Ke"                                   |                       |
| 2006 | Tom, Dick, and Harry           | "Tere Sang Ishq"                                |                       |
| 2006 | Phir Hera Pheri                | "Dil Naiyyo Maane Re"                           |                       |
| 2006 | Ahista Ahista                  |                                                 |                       |
| 2006 | Dil Diya Hai                   | "Afsana" and "Mile Ho Tum"                      |                       |
| 2006 | Rocky: The Rebel               | "Teri Yaad Bichake Sota Hoon "                  |                       |
| 2006 | Zindaggi Rocks                 | "Meri Dhup Hai Tu"                              |                       |
| 2007 | Aggar                          |                                                 |                       |
| 2007 | Darling                        | "Akele Tanha"                                   |                       |
| 2007 | Raqeeb                         | "Tum Ho"                                        | Duet with Zubeen Garg |
| 2007 | Nehlle Pe Dehlla               | "Parvar Digara"                                 |                       |
| 2007 | Bhool Bhulaiyaa                | "Sakhiya" and "Let's Rock Soniye"               |                       |
| 2008 | Karzzzz                        | "Tere Bin Chain Na Aave" and "Soniye Je Tere"   |                       |
| 2009 | Billu                          | "Love Mera Hit                                  |                       |
| 2009 | Jai Veeru                      |                                                 |                       |
| 2009 | 8 X 10 Tasveer                 | "Hafiz Khuda"                                   |                       |
| 2009 | Love Ho Jaaye                  |                                                 | Debut album           |
| 2010 | Dulha Mil Gaya                 | "Shiri Farhad"                                  |                       |
| 2010 | Chance Pe Dance                | "Rishta Hai Mera" ,"Pe... Pe... Pepein...."     |                       |
| 2010 | Paathshala                     | "Mujhe Teri"                                    |                       |
| 2010 | Once Upon A Time In Mumbai     | "Tum Jo Aaye Zindagi mein"                      |                       |
| 2010 | Aashayein                      | "Dilkash Dildaar Duniya"                        |                       |
| 2010 | Kajraare                       |                                                 |                       |
| 2010 | aaj ki sham ishq ke naam album |                                                 |                       |
| 2010 | Action Replayy                 | "Luk Chup Jaana"                                |                       |
| 2010 | A Flat                         | "Dil Kashi"                                     |                       |
| 2011 | Ready                          | "Meri Ada Bhi (Ishq Ne Mere)"; "Humko Pyar Hua" |                       |
| 2011 | Yaara o Dildaara               | "Balle Balle Shawa Shawa"                       |                       |
| 2012 | Bittoo Boss                    | "Kick Lag Gayi"                                 |                       |
| 2012 | Dangerous Ishq                 | "Tu hi rab tu hi dua"                           |                       |
| 2012 | Dabangg 2                      | "Saanson ne "                                   |                       |
| 2012 | Dil Tainu Karda Ae Pyar        | "Thodi Der Pehlan "                             |                       |
| 2013 | Aashiqui 2                     | "Hum Mar jayenge " & "Piya Aaye Na "            |                       |
| 2013 | Nautanki Saala                 | "Mera Mann Kehne Laga "                         |                       |
| 2013 | Zilla Ghaziabad                | "Tu Hai Rab Mera "                              |                       |
| 2013 | I Love New Year                | "Aao Na " & "Halki Halki "                      |                       |